# Maja Dahlqvist
Maja Dahlqvist (født 15. april 1994) er en svensk langrendsløber, der repræsenterer klubben Falun-Borlänge SK.
Ved Vinter-OL 2022 i Beijing tog Maja Dahlqvist sølv i spurten efter Jonna Sundling.